# Kawasaki Ki-5
Kawasaki Ki-5 (川崎 キ5 Ki-go) là một loại máy bay tiêm kích, được thiết kế cho Không quân Lục quân Đế quốc Nhật Bản.

## Quốc gia sử dụng
Nhật Bản
- Không quân Lục quân Đế quốc Nhật Bản

## Tính năng kỹ chiến thuật
Dữ liệu lấy từ Famous Aircraft of the World, no.76: Japanese Army Experimental Fighters (1)
Đặc điểm tổng quát
- Kíp lái: 1
- Chiều dài: 7,78 m (25,54 ft)
- Sải cánh: 10,60 m (34,78 ft)
- Chiều cao: 2,60 m (8,53 ft)
- Diện tích cánh: 18 m² (193,75 ft²)
- Trọng lượng rỗng: 1.500 kg (3.300 lb)
- Trọng lượng có tải: 1.870 kg (4.122 lb)
- Trọng tải có ích: 370 kg (822 lb)
- Động cơ: 1 × Kawasaki Ha-9, 634 kW (850 hp)

 Hiệu suất bay 
- Vận tốc cực đại: 360 km/h trên độ cao 2.400 m (240 mph trên độ cao 7.874 ft)
- Tầm bay: 1.000 km (621 mi)
- Trần bay: 9.400 m (30.840 ft)
- Tải trên cánh: 103,9 kg/m² (21,27 lb/ft²)
- Công suất/trọng lượng: 0,35 kW/kg (0,45 hp/kg; 0,21 hp/lb)

Trang bị vũ khí

- Súng: 2× súng máy 7,7 mm (.303 in)